# Gazprom Hungarian Open 2018 - Qualificazioni singolare
Le qualificazioni del singolare del Gazprom Hungarian Open 2018 sono state un torneo di tennis preliminare per accedere alla fase finale della manifestazione. I vincitori dell'ultimo turno sono entrati di diritto nel tabellone principale. In caso di ritiro di uno o più giocatori aventi diritto a questi sono subentrati i lucky loser, ossia i giocatori che hanno perso nell'ultimo turno, ma che avevano una classifica più alta rispetto agli altri partecipanti che avevano comunque perso nel turno finale.

## Teste di serie
1. Marcos Baghdatis (primo turno)
2. Marco Cecchinato (ultimo turno, lucky loser)
3. Matteo Berrettini (qualificato)
4. Gerald Melzer (primo turno)

1. Serhij Stachovs'kyj (primo turno)
2. Tim Smyczek (primo turno)
3. Thiago Monteiro (primo turno)
4. Yannick Maden (ultimo turno, lucky loser)

## Qualificati
1. Hubert Hurkacz
2. Jürgen Zopp

1. Matteo Berrettini
2. Lorenzo Sonego

### Lucky loser
1. Marco Cecchinato

1. Yannick Maden

## Tabellone

### Legenda
| - Q = Qualificato - WC = Wild card - LL = Lucky loser | - ALT = Alternate - SE = Special Exempt - PR = Protected Ranking | - w/o = Walkover - r = Ritirato - d = Squalificato |

### Sezione 1
|  | Primo turno | Primo turno        | Primo turno        | Primo turno | Primo turno |  |  | Ultimo turno | Ultimo turno    | Ultimo turno | Ultimo turno | Ultimo turno |  |
|  |             |                    |                    |             |             |  |  |              |                 |              |              |              |  |
|  | 1           | Marcos Baghdatis   | Marcos Baghdatis   | 2           | 4           |  |  |              |                 |              |              |              |  |
|  |             | Hubert Hurkacz     | Hubert Hurkacz     | 6           | 6           |  |  |              | Hubert Hurkacz  | 2            | 7            | 6            |  |
|  |             | Stefano Napolitano | Stefano Napolitano | 1           | 4           |  |  | 7            | Thiago Monteiro | 6            | 5            | 3            |  |
|  | 7           | Thiago Monteiro    | Thiago Monteiro    | 6           | 6           |  |  |              |                 |              |              |              |  |

### Sezione 2
|  | Primo turno | Primo turno      | Primo turno      | Primo turno | Primo turno |  |  | Ultimo turno | Ultimo turno     | Ultimo turno     | Ultimo turno | Ultimo turno |  |
|  |             |                  |                  |             |             |  |  |              |                  |                  |              |              |  |
|  | 2           | Marco Cecchinato | Marco Cecchinato | 7           | 6           |  |  |              |                  |                  |              |              |  |
|  | WC          | Máté Valkusz     | Máté Valkusz     | 5           | 1           |  |  | 2            | Marco Cecchinato | Marco Cecchinato | 4            | 2            |  |
|  |             | Jürgen Zopp      | 1                | 6           | 6           |  |  |              | Jürgen Zopp      | Jürgen Zopp      | 6            | 6            |  |
|  | 6           | Tim Smyczek      | 6                | 4           | 4           |  |  |              |                  |                  |              |              |  |

### Sezione 3
|  | Primo turno | Primo turno         | Primo turno         | Primo turno | Primo turno |  |  | Ultimo turno | Ultimo turno      | Ultimo turno      | Ultimo turno | Ultimo turno |  |
|  |             |                     |                     |             |             |  |  |              |                   |                   |              |              |  |
|  | 3           | Matteo Berrettini   | Matteo Berrettini   | 6           | 6           |  |  |              |                   |                   |              |              |  |
|  | WC          | Péter Nagy          | Péter Nagy          | 3           | 4           |  |  | 3            | Matteo Berrettini | Matteo Berrettini | 6            | 7            |  |
|  |             | Elias Ymer          | Elias Ymer          | 6           | 6           |  |  |              | Elias Ymer        | Elias Ymer        | 4            | 5            |  |
|  | 5           | Serhij Stachovs'kyj | Serhij Stachovs'kyj | 3           | 3           |  |  |              |                   |                   |              |              |  |

### Sezione 4
|  | Primo turno | Primo turno     | Primo turno     | Primo turno | Primo turno |  |  | Ultimo turno | Ultimo turno   | Ultimo turno   | Ultimo turno | Ultimo turno |  |
|  |             |                 |                 |             |             |  |  |              |                |                |              |              |  |
|  | 4           | Gerald Melzer   | Gerald Melzer   | 3           | 2           |  |  |              |                |                |              |              |  |
|  |             | Lorenzo Sonego  | Lorenzo Sonego  | 6           | 6           |  |  |              | Lorenzo Sonego | Lorenzo Sonego | 6            | 6            |  |
|  |             | Sebastian Ofner | Sebastian Ofner | 1           | 1           |  |  | 8            | Yannick Maden  | Yannick Maden  | 4            | 4            |  |
|  | 8           | Yannick Maden   | Yannick Maden   | 6           | 6           |  |  |              |                |                |              |              |  |